# Nosferatu (videojuego)
Nosferatu (ノスフェラトゥ?) es un videojuego de plataformas de acción con temática de terror desarrollado y publicado por SETA Corporation para la Super Nintendo. Fue lanzado en Japón el 7 de octubre de 1994 y en Norteamérica en octubre de 1995.
El jugador controla a un joven conocido como Kyle, que viaja al castillo del vampiro Nosferatu para derrotarlo y salvar a su amada novia Errin de sus garras.

## Sinopsis
El juego sigue la historia de un joven llamado Kyle, a quien el vampiro Nosferatu (en la escena inicial de la versión japonesa también se le conoce como el Conde Drácula) tiene secuestrada a su novia Erin, con el objetivo de obtener su sangre. Cuando Kyle sube al castillo con la intención de rescatarla, descubre que el enorme lugar está lleno de trampas y criaturas violentas. El juego comienza con Kyle atrapado en la mazmorra del castillo, y el jugador debe escapar de allí y caminar por el castillo hasta llegar a la torre donde están Erin y Nosferatu.

## Jugabilidad
El videojuego se juega como Prince of Persia; sin embargo, el jugador lucha con los puños desnudos. A pesar de eso, puede usar muchos movimientos únicos y combos especiales al atacar. Lucha contra varios monstruos, como el monstruo de Frankenstein, zombis, gárgolas y fantasmas. Hay siete jefes en el juego: el hombre lobo, dos hombres mono, el demonio, un elemental de barro, un gólem de roca y el propio Conde Drácula como jefe final. Hay tres tipos de cristales que se utilizan en el juego además del reloj de arena. Encontrar un reloj de arena prolonga el tiempo del juego. Cada cristal tiene sus propias habilidades: los cristales rojos dan a los jugadores un poder por cada tres cristales, los cristales verdes recuperan la salud del jugador, mientras que el cristal azul extiende la barra de salud del jugador.

## Desarrollo y lanzamiento
Nosferatu fue programado por T. Nakamura, Hiroki Azumada, Yoshihiro Ando y Tetsuo Mochizuki. Kōji Isoda, Kōzō Igarashi y Shingo Aoyama actuaron como diseñadores gráficos. Opus Corp se encargó del audio del juego, con Masanao Akahori componiendo la música y Jun Enoki creando los efectos de sonido. Nosferatu fue lanzado por SETA Corporation el 7 de octubre de 1994 en Japón. A esto le siguió su lanzamiento en Norteamérica en octubre de 1995.

## Recepción
GamePro consideró que el juego era un juego de plataformas cinematográfico frustrantemente difícil pero que aun así valía la pena. Explicaron que el videojuego es frustrante debido a los movimientos a veces lentos de los personajes y la falta de contraseña o función de guardado, y que la atmósfera sombría y el enfoque estratégico y de ritmo lento son sus puntos fuertes. La mayoría de los cuatro críticos de Electronic Gaming Monthly encontraron que los gráficos y el sonido eran impresionantes, pero todos se quejaron de las frustraciones resultantes de la mala capacidad de respuesta de los controles. Todos también dijeron que el juego fue una especie de decepción a la luz de cuánto tiempo había pasado en desarrollo (se anunció antes del lanzamiento de Super NES) y lo publicitado que había sido. Brett Alan Weiss de AllGame elogió los gráficos y el audio de Nosferatu, haciendo que el juego estuviera «impregnado de un estilo cinematográfico», pero criticó sus controles. Weiss también se burló del combate del juego, que consideró «redundante y en gran medida aburrido». La revista Game Informer le dio una puntuación global de 6,75.